# Journal of African Earth Sciences
Le Journal of African Earth Sciences est une revue scientifique à comité de lecture, publiée mensuellement par Elsevier depuis 1983. Il traite des sciences de la Terre, essentiellement des questions relatives à l'Afrique et au Moyen-Orient. 

## Domaines de recherche
Le journal se positionne comme le principal journal géologique du continent africain et du Moyen-Orient, mettant particulièrement l'accent sur la recherche de ressources naturelles dans ces régions. 
Les articles publiés couvrent notamment : la géodynamique des plaques africaines et arabes, les cratons et bassins sédimentaires, l'évolution crustale, la tectonique et la géologie structurale de cette région, la géologie économique des principaux gisements minéraux et des ressources en hydrocarbures, la sédimentologie, stratigraphie et paléontologie, la pétrologie et la minéralogie, la géochimie et la géologie isotopique.

## Impact
Selon le Scimago Journal and Country Rank, le journal connaît une forte hausse de son facteur d'impact (passant de 1 en 2004, à 1.5 en 2013 puis à plus de deux à partir de 2019). Avec un Indice h de 89 en 2022 et 65 200 citations, le journal se classe dans les 4 % des meilleurs journaux en termes d'indice-h,.

## Comité éditorial
Les rédacteurs en chef actuels sont Mohamed Abdelsalam (Université d'État de l'Oklahoma), Damien Delvaux (Musée royal de l'Afrique centrale) et Read Mapeo (Université du Botswana).